# João Renôr Ferreira de Carvalho
João Renôr Ferreira de Carvalho (Riachão, 01 de maio de 1944  - São Luís, 20 de março de 2016) foi um historiador brasileiro. 

## Biografia
Nasceu no pequeno munício de Riachão, no ano de 1944. Seu pai era um agricultor sem terra e sua mãe, Justina Carvalho, semianalfabeta. Descendia na nação indígena dos timbiras.

## Carreira
Bacharelou-se em História no ano de 1972 pela Universidade Federal de Pernambuco. Sob a orientação de Michel Rochefort concluiu seu Mestrado em Geografia Humana no ano de 1975, pelo Institut D'etudes du Dévéloppement Economique et Social da Universidade Paris 1 Panthéon-Sorbonne.  Em 1979, sob a orientação de Pierre Monbeig, recebe o título de Doutor em  Estudos Latino Americanos, pelo Institut Des Hautes Etudes de L'amérique Latine, da Universidade Sorbonne Nouvelle - Paris III. 
Foi professor visitante da Universidade Federal do Pará em 1976. Em 1977 torna-se professor da Universidade Federal do Amazonas, onde permanece até 1987. De 1988 a 1999 leciona na Universidade Federal do Maranhão, e de 1995 a 1999 na Universidade Federal do Amapá, onde foi Reitor de 1997-1999. A partir de 2000 lecionou na Universidade Federal do Piauí. 

## Ditadura Militar
Em 1972 foi preso e torturado por 12 dias em cela do 4º Exército, na cidade de Recife. Naquele período militava na Ação Católica Rural em Pernambuco.
No ano de 2022, o pedido de anistia pos-mortem requerido por seus familiares foi negado pelo governo brasileiro.

## Morte
Faleceu em 20 de março de 2016, na cidade de São Luís, em decorrências de problemas causados por um câncer de intestino.  

## Obras
- As guerras justas e os autos de devassa contra os índios da Amazônia no período colonial (1997)
- Momentos de História da Amazônia (1998)
- Aspectos do Povoamento da Amazônia Brasileira - três estudos de caso: séculos XVII e XVIII - Amazônia Lusitana (2000)
- Coelho Neto e a Ecologia no Brasil: 1898 - 1928 (2002)
- Memória de Pastos Bons (2005)
- Resistência Indígena no Piauí colonial: 1718 - 1774 (2005)
- A Geopolítica lusitana do século XVIII no Piauí Colonial (2007)
- O Maranhão na História: O Maranhão Português em Apreciação Histórica - Volume 1 e 2 (2010)
- O SAMUEL BENCHIMOL QUE EU CONHECI: um homem apaixonado pelo mundo amazônico (2011)
- Ação e Presença dos Portugueses na Costa Norte do Brasil no século XVII – A Guerra no Maranhão 1614-1615 (2014)[2]

## Prêmios
- 1990 - Medalha João Lisboa em reconhecimento dos relevantes serviços prestados à Cultura do Estado do Maranhão